# Im Kopf des Mörders
Im Kopf des Mörders (Originaltitel: Dans la tête du tueur) ist ein französischer Thriller aus dem Jahr 2004. Die Regie führte Claude-Michel Rome.

## Handlung
Der Kommissar Jean-François Abgrall wird Mitte der 1980er-Jahre mit einer besonders brutalen Mordserie konfrontiert, die sich über mehrere Regionen quer durch Frankreich erstreckt. Erst nach einigen Jahren, wo die Ermittlungen alle nur ins Leere liefen, lernt er eher durch Zufall den Landstreicher Francis Heaulme kennen, welcher aufgrund des Mordes an einer jungen Frau eigentlich nur als Zeuge aussagen soll, da er sich zum Tatzeitpunkt in der Nähe aufhielt. Bei der Vernehmung verstrickt sich Heaulme mehrmals in Widersprüche. Abgrall baut ab diesem Zeitpunkt ein Vertrauensverhältnis zu Heaulme auf, wovon seine Vorgesetzten zunächst nicht sonderlich begeistert sind. Abgrall schafft es in einer rund fünf Jahre lang andauernden Ermittlungsarbeit, dass Heaulme insgesamt sieben Morde, die er innerhalb von fünf Jahren begangen hat, gesteht. Im Jahr 1997 hilft Abgrall parallel dazu einer Staatsanwältin die Unschuld ihres Mandanten zu beweisen, welcher einst wegen Mordes an zwei Kindern lebenslänglich verurteilt wurde. Auch diese beiden Morde lassen sich nach mühevoller Ermittlungsarbeit schließlich Heaulme nachweisen, welcher dann letztendlich zu lebenslanger Haft verurteilt wird.

## Hintergrund
Der Film zeichnet in etwas abgeänderter Weise die Geschichte des französischen Serienmörders Francis Heaulme nach. Allerdings wurden die Namen der Opfer und die Orte des Geschehens aus Respekt und zum Schutz der Hinterbliebenen geändert.
Der Film erlebte am 14. November 2004 seine Erstausstrahlung auf TF1.

## Auszeichnungen
Der Schauspieler Thierry Frémont erhielt für seine äußerst interessante und eindringliche Darstellung des Serienmörders im Jahr 2006 einen Emmy.

## Kritiken
Filmdienst: Ein spannender, psychologischer Kriminalfilm, der sich vor allem durch die stimmige Gestaltung der beiden Hauptfiguren auszeichnet.